# Qualea megalocarpa
Qualea megalocarpa är en tvåhjärtbladig växtart som beskrevs av Stafleu. Qualea megalocarpa ingår i släktet Qualea och familjen Vochysiaceae. Inga underarter finns listade i Catalogue of Life.